# Blennema griseodivisa
Blennema griseodivisa är en fjärilsart som beskrevs av Felix Bryk 1950. Blennema griseodivisa ingår i släktet Blennema och familjen tandspinnare. Inga underarter finns listade i Catalogue of Life.